# Campeonato Argentino de Rugby 1950
El Campeonato Argentino de Rugby de 1950 fue la sexta edición del torneo de uniones regionales organizado por la Unión de Rugby del Río de la Plata (actual Unión Argentina de Rugby). Se llevó a cabo entre el 3 y 24 de septiembre de 1950. 
Una nueva unión regional participó del torneo en esta edición: la Unión de Rugby del Río Paraná, producto de la escisión de los clubes de Santa Fe y Entre Ríos de la Unión de Rugby del Litoral Argentino, la cual pasaría representar solamente a clubes de la ciudad de Rosario. A ellos se sumó un combinado representativo de la ciudad de La Plata, invitado por la Unión de Rugby del Río de la Plata en reconocimiento de los clubes platenses.
El seleccionado de Provincia consiguió su quinto campeonato, el segundo de forma consecutiva, al derrotar 6-0 a Capital en la final.

## Equipos participantes
Participaron de esta edición ocho equipos: dos seleccionados de la Unión de Rugby del Río de la Plata y seis invitados.
| Equipo     | Unión                              |
| ---------- | ---------------------------------- |
| Capital    | Unión de Rugby del Río de la Plata |
| Centro     | Unión de Rugby del Centro          |
| Cuyo       | Unión de Rugby de Cuyo             |
| La Plata   | Combinado local                    |
| Litoral    | Unión de Rugby del Litoral         |
| Norte      | Unión de Rugby del Norte           |
| Provincia  | Unión de Rugby del Río de la Plata |
| Río Paraná | Unión de Rugby del Río Paraná      |

Los seis equipos invitados fueron los seleccionados de cinco uniones provinciales y un combinado de la ciudad de La Plata.

## Partidos
|  | Cuartos de final      | Cuartos de final      | Cuartos de final      |            |           | Semifinales      | Semifinales      | Semifinales      |  |           | Final            | Final            | Final            |  |
|  | 3 al 10 de septiembre | 3 al 10 de septiembre | 3 al 10 de septiembre |            |           | 17 de septiembre | 17 de septiembre | 17 de septiembre |  |           | 24 de septiembre | 24 de septiembre | 24 de septiembre |  |
|  |                       |                       |                       |            |           |                  |                  |                  |  |           |                  |                  |                  |  |
|  |                       |                       |                       |            |           |                  |                  |                  |  |           |                  |                  |                  |  |
|  | Litoral               | Litoral               | 0                     |            |           |                  |                  |                  |  |           |                  |                  |                  |  |
|  | Litoral               | Litoral               | 0                     |            |           |                  |                  |                  |  |           |                  |                  |                  |  |
|  | Provincia             | Provincia             | 19                    |            |           |                  |                  |                  |  |           |                  |                  |                  |  |
|  | Provincia             | Provincia             | 19                    |            | Provincia | Provincia        | 37               |                  |  |           |                  |                  |                  |  |
|  |                       |                       |                       |            | Provincia | Provincia        | 37               |                  |  |           |                  |                  |                  |  |
|  |                       |                       | La Plata              | La Plata   | 3         |                  |                  |                  |  |           |                  |                  |                  |  |
|  | Cuyo                  | Cuyo                  | La Plata              | La Plata   | 3         | 3                |                  |                  |  |           |                  |                  |                  |  |
|  | Cuyo                  | Cuyo                  |                       |            |           |                  |                  |                  |  |           |                  |                  |                  |  |
|  | La Plata              | La Plata              | 6                     |            |           |                  |                  |                  |  |           |                  |                  |                  |  |
|  | La Plata              | La Plata              | 6                     |            |           |                  |                  |                  |  | Provincia | Provincia        | 6                |                  |  |
|  |                       |                       |                       |            |           |                  |                  |                  |  | Provincia | Provincia        | 6                |                  |  |
|  |                       |                       | Capital               | Capital    | 0         |                  |                  |                  |  |           |                  |                  |                  |  |
|  | Centro                | Centro                | Capital               | Capital    | 0         | 0                |                  |                  |  |           |                  |                  |                  |  |
|  | Centro                | Centro                |                       |            |           |                  |                  |                  |  |           |                  |                  |                  |  |
|  | Capital               | Capital               | 21                    |            |           |                  |                  |                  |  |           |                  |                  |                  |  |
|  | Capital               | Capital               | 21                    |            | Capital   | Capital          | 44               |                  |  |           |                  |                  |                  |  |
|  |                       |                       |                       |            | Capital   | Capital          | 44               |                  |  |           |                  |                  |                  |  |
|  |                       |                       | Río Paraná            | Río Paraná | 6         |                  |                  |                  |  |           |                  |                  |                  |  |
|  | Río Paraná            | Río Paraná            | Río Paraná            | Río Paraná | 6         | 8                |                  |                  |  |           |                  |                  |                  |  |
|  | Río Paraná            | Río Paraná            |                       |            |           |                  |                  |                  |  |           |                  |                  |                  |  |
|  | Norte                 | Norte                 | 6                     |            |           |                  |                  |                  |  |           |                  |                  |                  |  |
|  | Norte                 | Norte                 | 6                     |            |           |                  |                  |                  |  |           |                  |                  |                  |  |
|  |                       |                       |                       |            |           |                  |                  |                  |  |           |                  |                  |                  |  |

### Cuartos de final
| 3 de septiembre | Litoral | 0 - 19  | Provincia | Rosario,               |                        |
|                 |         | Reporte |           | Árbitro(s): A. Stewart | Árbitro(s): A. Stewart |

| 3 de septiembre | Cuyo | 3 - 6   | La Plata | Mendoza,            |                     |
|                 |      | Reporte |          | Árbitro(s): C. Dose | Árbitro(s): C. Dose |

| 3 de septiembre | Centro | 0 - 21  | Capital | Córdoba,                  |                           |
|                 |        | Reporte |         | Árbitro(s): P. L. Sormani | Árbitro(s): P. L. Sormani |

| 10 de septiembre | Río Paraná | 8 - 6   | Norte | Santa Fe,             |                       |
|                  |            | Reporte |       | Árbitro(s): E. Fornes | Árbitro(s): E. Fornes |

### Semifinales
| 17 de septiembre | Capital | 37 - 3  | La Plata | Estadio G.E.B.A., Buenos Aires |                       |
|                  |         | Reporte |          | Árbitro(s): T. Blades          | Árbitro(s): T. Blades |

| 17 de septiembre | Provincia | 44 - 6  | Río Paraná | Estadio G.E.B.A., Buenos Aires            |                                           |
|                  |           | Reporte |            | Asistencia: F. Domínguez Moy espectadores | Asistencia: F. Domínguez Moy espectadores |

### Final
| 24 de septiembre | Provincia | 6 - 0   | Capital | Estadio G.E.B.A., Buenos Aires |                          |
|                  |           | Reporte |         | Árbitro(s): S. N. Oerton       | Árbitro(s): S. N. Oerton |

| Bandera de la Provincia de Buenos Aires |
| Provincia Campeón                       |
| Quinto título                           |